# John C. Woods
John Clarence Woods (Wichita, 5 giugno 1911 – Enewetak, 21 luglio 1950) è stato un militare statunitense.

## Biografia
Il 3 dicembre 1929 entrò nella United States Navy, in cui rimase però per pochi mesi: dopo aver ricevuto una condanna per assenteismo dalla corte marziale, già il 23 aprile 1930 una commissione medica gli diagnosticò una patologia psichiatrica, fatto che portò alla sua esclusione dalla Marina. Successivamente lavorò come operaio in un'impresa edile e come commesso in un negozio a Eureka (Kansas) per poi essere riarruolato nell'esercito statunitense. Era sposato con un'infermiera di nome Hazel Woods e non aveva figli.
Quando nel 1944 l'US Army si mise alla ricerca di militari disponibili a eseguire le condanne a morte inflitte tramite impiccagione, Woods si presentò come volontario, asserendo falsamente di aver avuto in passato quattro esperienze come "giustiziere", due in Texas e due in Oklahoma; in realtà, entrambi gli Stati avevano adottato da tempo la sedia elettrica, tuttavia Woods venne creduto e iniziò così la sua carriera di "boia". Nello stesso anno venne promosso sergente capo (Master Sergeant).
Insieme a Joseph Malta, Woods si occupò dell'esecuzione dei dieci principali criminali di guerra tedeschi al termine del processo di Norimberga. La condanna fu eseguita nel carcere della città nelle prime ore del 16 ottobre 1946. Sia Woods che il suo collega Malta calcolarono male la lunghezza delle corde utilizzate per le impiccagioni, con la conseguenza che molti dei condannati non morirono velocemente per la rottura del collo come previsto, ma per un soffocamento lento e doloroso, senza contare varie ferite subite per via delle dimensioni delle botole troppo piccole.
Woods morì in un incidente a Enewetak, all'età di 39 anni, folgorato dal contatto con una linea elettrica ad alta tensione. Oggi riposa nel cimitero di Toronto, Kansas.